# Омаров, Шарип Омарович
Шарип Омарович Омаров (10 сентября 1948, Таласский район, Жамбылская область — 29 августа 2007, Алма-Ата) — казахский государственный и общественный деятель, политик, дипломат, музыкант. Один из создателей и солист вокально-инструментальный ансамбля «Дос-Мукасан».

## Биография
Родился 10 сентября 1948 года в селе Тамды, Таласского района Жамбылской области.
В 1965 по 1970 годы окончил Казахский политехнический институт им. В.Ленина. В 1972 году окончил аспирантуру этого учебного заведения.
В 1988 году окончил Алма-Атинскую высшую партийную школу.
В 1997 году окончил Казахский национальный педагогический университет.
С 1991 года первый заместитель Председатель комитета по делам молодежи РК
С 1993 по 1994 годы — первый заместитель государственный ТРК «Qazaqstan»
С 1994 по 1995 годы — первый заместитель Главы Алма-Аты
С 1995 по 1999 годы — Депутат Мажилиса Парламента Республики Казахстан I созыва
С 1999 по 2004 годы — Депутат Мажилиса Парламента Республики Казахстан II созыва
С 2004 по 2007 годы — Чрезвычайный и полномочный посол Казахстана в Чехия и Словакия.
Известен в Казахстане как солист популярной в советские годы эстрадной группы «Дос-Мукасан».
Скончался 29 августа 2007 года в Алма-Ате. Похоронен на Кенсайском кладбище.

## Награды и звания
- 1970 — Медаль «За трудовую доблесть» (СССР)
- 1974 — Премия Комсомола Казахстана
- 1982 — Награждён Почётной грамотой Верховного Совета Казахской ССР
- 1998 — Медаль «Астана»
- 2001 — Указом президента РК награждён орденом «Парасат»[4]
- 2001 — Орден «Содружество» (Орден Межпарламентской ассамблеи государств-участников СНГ «Содружество»)
- 2001 — Медаль «10 лет независимости Республики Казахстан»
- 2005 — Медаль «10 лет Конституции Республики Казахстан»
- Заслуженный тренер Республики Казахстан по футболу
- Почётный гражданин Небраска и Линкольн

## Учёное звание
- кандидат политических наук
- кандидат технических наук
- профессор